# Ofrenda de Orestes y Pílades
La Ofrenda de Orestes y Pílades es un grupo escultórico romano, de la escuela de Pasiteles, esculpido en mármol blanco de Carrara que data en torno al año 10 a. C. Sus dos personajes también se han identificado como Cástor y Pólux, y así mismo la obra se conoce como Grupo de San Ildefonso, por su antigua ubicación en un paraje de la provincia de Segovia. Sus dimensiones son 161 cm x 106 cm x 56 cm y un peso de 496 kilos. Se exhibe en el Museo del Prado, nivel 0, sala 71. Tiene como número de catálogo E00028.

## Descripción
Orestes, perseguido por las Erinias que lo acosan por haber asesinado a su madre Clitemnestra, marcha con su amigo Pílades a Táuride (episodio que aparece en Ifigenia en Táuride de Eurípides), en busca de la estatua de Artemisa que Apolo le ha ordenado llevar a Atenas como una forma de purificarse. En Táuride tiene lugar un episodio en el que ambos se ofrecen cada uno a sacrificarse por el otro, lo que se toma como ejemplo de amistad. A su vuelta a Atenas, llevando la estatua de Artemisa, ofrecen un sacrificio a esta diosa, y este es el momento que representaría este grupo escultórico.

## Historia
Nada se sabe de esta escultura antes de 1623, cuando fue adquirida, fragmentada y a bajo precio, para la Villa Ludovisi de Roma. Fue hábilmente restaurada por Ippolito Buzzi, rival de un joven Bernini en la reparación de mármoles antiguos. Entre las partes añadidas por Buzzi destaca la cabeza del joven de la izquierda, inspirada en bustos idealizados de Antínoo.
Hacia 1628 el grupo escultórico ya restaurado fue dibujado por Nicolas Poussin, y en 1638 el grabador François Perrier lo reprodujo e incluyó en su libro de cien estampas Segmenta Nobilium Signorum et Statuarum, alcanzando así fama internacional. 
Pasó luego por las colecciones de Camillo Massimi y de Cristina de Suecia, llegando a España a principios del siglo XVIII al ser adquirido por Felipe V e Isabel de Farnesio. Estos monarcas lo colocaron en una sala de la planta baja del Palacio Real de La Granja, en La Granja de San Ildefonso (provincia de Segovia); de ahí el sobrenombre de Grupo de San Ildefonso. La escultura llegó al Museo del Prado procedente de la Colección Real española.